# Straight Heart (西塚三四郎のアルバム)
『Straight Heart』（ストレート・ハート）は、西塚三四郎の1枚目のオリジナル・アルバム。1991年6月21日リリース。

## リリース
アルバムに先立って、1991年3月21日に、『おきまりのラストバラード』、1991年5月21日に『中途半端なくりかえし』がシングルCDでリリースされている。

## タイアップ
収録曲『おきまりのラストバラード』は吉田栄作が出演するSHARPの家庭用ファクシミリ「イラストーク」のCMソングで使用された。

## 収録曲
| 全作詞: 西塚三四郎、全編曲: 難波正司。 |                              |            |            |      |
| #                                      | タイトル                     | 作詞       | 作曲       | 時間 |
| 1.                                     | 「ブレーキのきかない汽車」   | 西塚三四郎 | 西塚三四郎 | 4:12 |
| 2.                                     | 「自分を守りすぎて」         | 西塚三四郎 | 松本俊明   | 4:38 |
| 3.                                     | 「Just As It Is」            | 西塚三四郎 | 西塚三四郎 | 4:08 |
| 4.                                     | 「中途半端なくりかえし」     | 西塚三四郎 | 西塚三四郎 | 4:59 |
| 5.                                     | 「虹の下のライン」           | 西塚三四郎 | 西塚三四郎 | 4:41 |
| 6.                                     | 「ファイルの中の思い」       | 西塚三四郎 | 西塚三四郎 | 4:38 |
| 7.                                     | 「おきまりのラストバラード」 | 西塚三四郎 | 西塚三四郎 | 5:32 |
| 8.                                     | 「出口が見えない」           | 西塚三四郎 | 西塚三四郎 | 3:41 |
| 9.                                     | 「アイツのしわざ」           | 西塚三四郎 | 西塚三四郎 | 4:05 |
| 10.                                    | 「一人歩き」                 | 西塚三四郎 | 西塚三四郎 | 5:25 |
| 11.                                    | 「遠まわりな夢」             | 西塚三四郎 | 谷本新     | 5:30 |
| 合計時間:                              | 合計時間:                    | 合計時間:  | 51:29      |      |

## クレジット
- Producer: Ichiro Shibaike(Watanabe Music),Shinsuke Tani(Capital Network),Youichi Ogwa(Continental)
- Engineer: Teruo Murakam, Seiji Okumura
- Mixing: Teruo Murakami
- Photographer: Hiroyuki Shinohara
- Designer: Norihiro Uehara
- Recording Place: Epicurus Studio,Yamaha AV Studio, MIT Studio,Aobadai Studio, Music INN Studio
- Special Thanks to Miki Watanabe, Martin Takahashi, Izumi Morita,Chizuko Sannohe,Kantaro Uchida
- Exective Producer: Nichiroku Nakajima, Hiroshi Misaka

## Musicians
- Drums：Nobuo Eguchi,Eiji Shimamura
- Bass：Kenji Takamizu,Chiharu Mikuzuki,Kouki Ito
- Guitar：Tsuyoshi Kon, Chuei Yoshikawa, Koichiro Tashiro, Hideyuki Nakao, Kantaro Uchida
- Keyboards：Tadashi Namba
- Percussions：Motoya Hamaguchi
- Pf:Ryoichi Kuniyoshi,Nobuo Kurata
- Harp：Nobuo Yagi
- Synth Manupilator：Hiroshi Yamada